# Jimmy Rogers

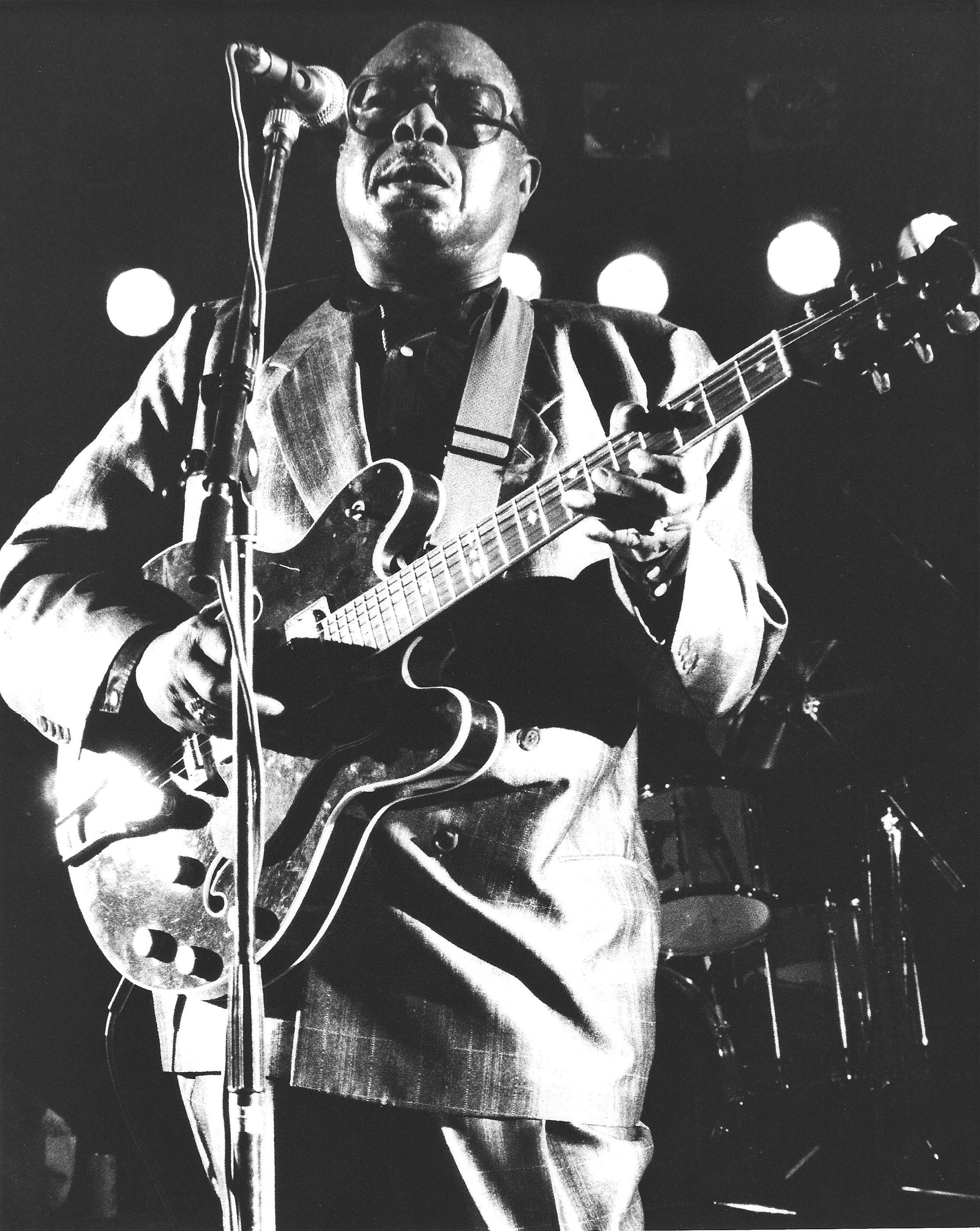
Jimmy Rogers (1991)

Jimmy Rogers, eigentlich James A. Lane (* 3. Juni 1924 in Ruleville, Mississippi, USA; † 19. Dezember 1997 in Chicago, Illinois, USA) war ein US-amerikanischer Blues-Gitarrist und Komponist, der in den 1950er Jahren in der Band von Muddy Waters spielte.

## Leben
Jimmy Rogers wuchs in Memphis (Tennessee) auf. Seine musikalischen Vorbilder und Lehrmeister waren Big Bill Broonzy, Joe Willie Wilkins und Robert Junior Lockwood. In den 1940er Jahren ging Rogers nach Chicago, wo er unter anderem mit Sonny Boy Williamson I., Sunnyland Slim und Big Bill Broonzy auftrat.
1947 machte Rogers erste Aufnahmen unter eigenem Namen, die jedoch nicht veröffentlicht wurden. Zu dieser Zeit spielte er die zweite Gitarre bei Muddy Waters, mit dem er ab 1949 Aufnahmen für das kurzlebige Label Tempo-Tone machte. 1950 kam bei Chess Records sein eigenes Stück That’s All Right heraus, das ein Blues-Klassiker werden sollte. Es folgten weitere Erfolge, darunter Sloppy Drunk und Chicago Bound, beide 1954. Als Mitglied der Band von Muddy Waters spielte er im Mai 1952 Gitarre bei dem Mundharmonika-Instrumentalhit Juke von Little Walter.
1955 verließ Rogers die Band von Waters, um solo zu arbeiten. 1957 erschien Walking by Myself, 1959 dann Rock This House. Danach zog sich Rogers weitestgehend aus der Musikszene zurück, da der Rock ’n’ Roll dem Blues den Rang abgelaufen hatte.
Erst Anfang der 1970er Jahre kehrte Rogers ins Studio zurück. 1972 spielte er mit Leon Russell, 1977 auch wieder mit Waters. In Europa wurde er begeistert aufgenommen. Sein Sohn James D. Lane begleitete ihn bei seinen späteren Auftritten und Aufnahmen.
1995 wurde Jimmy Rogers in die Blues Hall of Fame aufgenommen. Als Rogers 1997 starb, arbeitete er gerade an einem All-Star-Projekt mit Eric Clapton, Stephen Stills, Jeff Healey, Taj Mahal, Robert Plant und Jimmy Page sowie Mick Jagger und Keith Richards. Nach seinem Tod erschien das Album 1999 unter dem Titel Blues, Blues, Blues.